# بهاءالدین خرمشاهی
بهاءالدّین خرّمشاهی (زادهٔ ۱۲ فروردین ۱۳۲۴ در قزوین) نویسنده، مترجم، روزنامه‌نگار، طنزپرداز، فرهنگ‌نویس، حافظ پژوه، شاعر و استاد دانشگاه ایرانی است. وی تألیفاتی در قرآن‌پژوهی و حافظ‌شناسی و تفسیر اشعار او دارد. او از اعضای هیئت نظارت و سانسور کتاب و کتاب کودکان در سال ۱۳۷۵ بوده است.

## زندگی
تحصیلات ابتدایی و متوسطه را در قزوین گذراند. سپس در رشتهٔ پزشکی پذیرفته شد اما تحصیل در این رشته را در سال سوم نیمه‌کاره رها کرد (۱۳۴۳) و به همراه کامران فانی، سعید حمیدیان و قدمعلی سرامی به تحصیل در رشتهٔ ادبیات فارسی پرداخت. سپس از دانشگاه تهران فوق لیسانس کتابداری گرفت (۱۳۵۰ تا ۱۳۵۲) و در مرکز خدمات کتابداری مشغول به کار شد.
از استادان وی در رشتهٔ ادبیات فارسی می‌توان به سیدمنوچهر مرتضوی ،ذبیح‌الله صفا، مهدی محقق، سید جعفر شهیدی، پرویز ناتل خانلری، سید صادق گوهرین، ابوالحسن شعرانی و عبدالحمید بدیع الزمانی کردستانی اشاره کرد. او توفیق خود را در مسیر پژوهش‌های قرآنی، مدیون کتاب قانون تفسیر و مولفش سیدعلی کمالی دزفولی می‌داند.
وی در سال ۱۳۵۲ ازدواج کرد که حاصل آن سه فرزند به نام‌های هاتف (متولد ۱۳۵۴)، عارف (متولد ۱۳۵۸) و حافظ (متولد ۱۳۶۳) است. وی از سال ۱۳۴۸ تا ۱۳۵۰ خدمت سربازی را سپری کرد. او همچنین از اعضای هیئت علمی دانشنامه تشیع است.

## قرآن‌شناسی
خرمشاهی یکی از قرآن پژوهان و مترجمان قرآن کریم به زبان فارسی است. فعالیت‌های قرآن پژوهی وی را می‌توان به سه حوزه تقسیم کرد؛ نخست کتاب‌ها و مقاله‌های عمومی، دوم نگارش مقاله‌های انتقادی و نقد ترجمه‌های موجود قرآن و سوم ترجمهٔ قرآن کریم. خرمشاهی قرآن را با نثری روان، امروزی و در عین حال ادبی ترجمه کرده است. علاوه بر ترجمه و تفسیر این اثر دارای پیوست‌هایی شامل گفتار مترجم، مقاله‌هایی با عنوان‌های قرآن و قرآن پژوهی، تحریف ناپذیری قرآن، فهم قرآن با قرآن، کلمه‌های فارسی در قرآن مجید و واژه‌نامه است.
برخی معتقدند ترجمهٔ قرآن خرمشاهی دارای ایرادهایی است که اصلی‌ترین آن‌ها روش و متد وی است. همچنین از طرفی دیگر معتقدند خرمشاهی در توجه و پایبندی به منبع‌ها و مآخذ غیرمعتبر، بدون توجه به جایگاه کتاب‌های تفسیری و مفسران و حتی بدون بررسی مختصر نگرش‌های آن‌ها، در موارد بسیاری به گزینش روایت‌های تفسیری مهم و بزرگی دست زده است. از نظر این عده، این اشکال روشی موجب آشفتگی و بی‌اعتباری محتوای متن‌های تفسیری شده است. در طرف مقابل عده‌ای این نقدها را غیرمنصفانه و ناشی از رویکردهای فرقه‌ای منتقدان در مخالفت با ذکر بی‌طرفانه منابع تفسیری میان مذاهب اسلامی می‌دانند. 

## حافظ‌شناسی
پژوهش در شعر و زندگی حافظ شیرازی حوزهٔ تخصصی کار پژوهشی خرمشاهی است. خرمشاهی تاکنون بیش از دوازده کتاب دربارهٔ حافظ نوشته و در آن میان کتاب «حافظ‌نامه» در زمینهٔ شرح الفاظ، اعلام، مفهوم‌های کلیدی و بیت‌های دشوار حافظ بیش از همه شهرت دارد. 

## روشنفکری دینی
خرمشاهی در زمینهٔ تعریف مقولهٔ روشنفکری مقاله‌ای نگاشته است اما وی خود را از تبار روشنفکران دینی نمی‌داند بلکه خود را «نوسنت‌گرا» یا «نوارتدوکس» می‌داند. او در گفتگو با نشریهٔ «اندیشه پویا» می‌گوید: «خودم را نو سنت‌گرا یا نوارتدوکس می‌دانم. من فکر می‌کنم سنت خیلی اهمیت دارد. در شعر اهمیت دارد، در هنر اهمیت دارد. اصلاً فرهنگ با سنت ساخته می‌شود. به نظر من ما چیزی به نام روشنفکر دینی نداریم. اما روشنفکران دیندار داریم.»

## ترجمه
او دربارهٔ علاقه خود به ترجمه می‌گوید: «من از اول قصد داشتم مترجم بشوم و بعد تصمیم گرفتم روی به تألیف بیاورم.» یکی از زمینه‌های تخصصی خرمشاهی «واژه‌پژوهی» یا حوزهٔ زبان و لغت است.

## آثار

### ترجمه
- «هنری میلر» اثر جورج ویکس - (۱۳۵۱)
- «شیطان در بهشت» اثر هنری میلر - (۱۳۵۲)
- «علم در تاریخ» اثر جان برنال - (۱۳۵۴)
- «هابیل و چند داستان دیگر» اثر میگل د اونامونو - (۱۳۵۶)
- «عرفان و فلسفه» اثر و. ت. استیس - (۱۳۵۸)
- «درد جاودانگی» اثر میگل د اونامونو - (۱۳۶۰)
- «علم و دین» اثر ایان باربور - (۱۳۶۲)
- «اندیشه سیاسی در اسلام معاصر» اثر حمید عنایت - (۱۳۶۲)
- «تاریخ فلسفه» اثر فردریک کاپلستون - جلد هشتم (از بنتام تا راسل) - (۱۳۷۰)
- «خدا در فلسفه» - (۱۳۷۰)
- «قرآن کریم» - (۱۳۷۴)
- «دین پژوهی» اثر میرچا الیاده - (۷۹–۱۳۷۵)
- «درآمدی بر تاریخ قرآن» اثر ریچارد بل - (۱۳۸۰)
- تاریخ خداباوری: ۴۰۰۰ سال جستجوی یهودیت، مسیحیت و اسلام، کارن آرمسترانگ، بهاء الدین خرمشاهی (مترجم)، بهزاد سالکی (مترجم)
- ارتباطات (از مجموعه دانشنامه کودکان و نوجوانان)

### تألیف
- فرهنگ موضوعی قرآن
- بررسی ترجمه‌های امروزین قرآن کریم
- قرآن شناخت
- دانشنامه قرآن و قرآن پژوهی
- قرآن پژوهی (۲ ج) (مجموعه مقالات قرآن پژوهی)
- دائرةالمعارف تشیع
- چهارده روایت
- کتیبه‌ای بر باد
- از شک تا یقین
- سیر بی سلوک (مجموعه مقاله)
- پوزیتیویسم منطقی
- ترجمه‌کاوی
- طنز و تراژدی
- کژتابی‌های ذهن و زبان
- فرصت سبز حیات
- فرهنگ-دانشنامهٔ کارا
- از واژه تا فرهنگ
- هزار حکایت و هزار عبارت عرفانی (با همکاری عارف و شهاب‌الدین خرمشاهی)[۷]
- فرار از فلسفه (زندگی نامهٔ خودنوشت فرهنگی)
- رستگاری نزدیک (مجموعه مقاله)
- در خاطرهٔ شط (مجموعه مقاله)
- از این دو راهه منزل (مجموعه مقاله)
- زنده میری (مجموعه اشعار)
- آه و آیینه (گزیده اشعار)
- نبض شعر (مجموعه نقد اشعار)
- کم خوانده‌های سعدی
- قرآن و مثنوی (به همراه سیامک مختار)
- ذهن و زبان حافظ
- حافظ‌نامه
- حافظ
- حافظ حافظه ماست
- برگزیده و شرح اشعار حافظ (همراه با مهرداد نیکنام)
- فال‌های شگفت‌انگیز حافظ (همراه با فانی تبریزی)
- گزیده اشعار حافظ
- چشمه خورشید (گزیده اشعار حافظ)
- انسانم آرزوست (شرح برگزیده غزلیات شمس)

### تصحیح
- تصحیح دیوان حافظ (تصحیح خرمشاهی)
- شرح عرفانی غزل‌های حافظ
- مرآت المثنوی
- تصحیح کلیات سعدی
- اکسیر خوشبختی (گزیده کیمیای سعادت) ۱۳۹۶